# 张锠
张锠（1942年—2023年1月9日），男，天津人，中国雕塑家，“泥人张”第四代传人，清华大学美术学院教授，曾任中国民间文艺家协会副主席。

## 家庭
曾祖父张长林，祖父张玉亭，父亲张景祜。